# Norris Graham
Norris Graham   (Portland, 25 d'octubre de 1906 - Tuolumne City, 9 de juliol de 1980) va ser un remer estatunidenc que va competir durant la dècada de 1930.
El 1932 va prendre part en els Jocs Olímpics de Los Angeles, on guanyà la medalla d'or en la competició del vuit amb timoner del programa de rem. N'era el timoner.